# McAfee SiteAdvisor
McAfee SiteAdvisor is een gratis dienst die websites controleert op phishing, spam, spyware, adware en virussen.
Deze dienst van McAfee is beschikbaar als een extensie voor Mozilla Firefox en als een plug-in voor Microsoft Internet Explorer.
De website blijft toegankelijk voor bezoek, maar de SiteAdvisor-button rechtsonder (Firefox) en linksboven (Internet Explorer) kleurt rood of geel (afhankelijk van het gevaar van de website) als de website, in hun test, schade aan de computer heeft toegebracht en groen indien de website veilig is bevonden. Is de balk grijs, dan is er nog niet getest of is men ermee bezig.
In sommige gevallen wordt eerst een waarschuwingsscherm getoond voordat de opgevraagde website daadwerkelijk wordt geladen, waarin gewaarschuwd wordt voor de mogelijke schadelijke gevolgen.
Google en Microsoft hebben inmiddels zelf ook soortgelijke diensten geïntroduceerd, respectievelijk Google Safe Browsing en het SmartScreen-filter. Hierbij wordt ook eerst een waarschuwingsscherm getoond voordat de opgevraagde website wordt geladen. Google werkt hiervoor samen met de non-profitorganisatie 'Stop Badware'. 